# Einar Berntsen
Einar Berntsen (Tønsberg, 20 de noviembre de 1891-Nøtterøy, 1 de febrero de 1965) fue un deportista noruego que compitió en vela en la clase 6 Metre. Participó en los Juegos Olímpicos de Amberes 1920, obteniendo una medalla de bronce en la clase 6 Metre.

## Palmarés internacional
| Juegos Olímpicos | Juegos Olímpicos  | Juegos Olímpicos  | Juegos Olímpicos       |
| Año              | Lugar             | Medalla           | Clase                  |
| ---------------- | ----------------- | ----------------- | ---------------------- |
| 1920             | Amberes (Bélgica) | Medalla de bronce | 6 Metre (sistema 1907) |